# Jesenice
Jeseníce (, na Jesenicah) so mesto s 13.787 prebivalci (2025) in središče Občine Jesenice v Republiki Sloveniji. Na Jesenicah živi skoraj 2/3 prebivalcev občine, skupaj z okoliškimi urbanimi naselji pa več kot 9/10. Delijo se na naslednje predele, nekdanja samostojna naselja: Sava, Stara Sava, Kurja vas, Murova, Plavž, Senožeti, Podmežakla, Borovlje?, Trebež? medtem ko sta se naselji Koroška Bela in Slovenski Javornik leta 1998 ponovno osamosvojili. Zahodno od Jesenic je večje naselje Hrušica, ki prav tako sodi v širše urbano območje mesta; to skupaj šteje skoraj 20.000 ljudi. Upravna enota (nekdanja občina) Jesenice pa poleg istoimenske občine obsega še ozemlja občin Kranjska gora in Žirovnica, ki imajo skupaj preko 30.000 prebivalcev. Na Jesenicah je tudi regionalna Splošna bolnišnica Jesenice z urgentnim centrom ter športna Dvorana Podmežakla, ki je zlasti pomembno hokejsko središče. 

## Zgodovina

### Menjava rodbin in nastanek Kranjske industrijske družbe
Gospodarsko pomemben je nagel napredek na področju železarstva in s tem povezana menjava lastnikov določenih fužinskih obratov. Leta 1766 je namreč rodbino Bucellenijev na Savi zamenjala rodbina Ruard, leta 1752 pa je plavške in javorniške obrate prevzela družina Zois. Neke organizirane oblike poslovanja med rodbinama sicer ni bilo, kljub temu pa so oboji doživljali razcvet. Toda tudi temu je sledila doba stagnacije, s prodiranjem kapitalističnega liberalizma.
Gorenjske fužine so postajale sredi 19. stoletja, v svetovnem merilu, vse bolj zastarele in pojavila se je potreba po posodabljanju. Za kaj takega je bila potrebna velika količina finančnih sredstev, ki pa jih ne rodbina Zois ne rodbina Ruard nista imeli. Pomoč sta poiskali pri ljubljanskih bankirjih in rodbini Luckmann. Ti so poleg posodobitve tedanjih fužin vložili svoj denar tudi v ustanovitev nove delniške družbe, ki so jo leta 1869 pod imenom Kranjska industrijska družba (KID) vpisali v trgovski register z ustanovnim kapitalom 600.000 goldinarjev. Družbeniki so bili Luckmanni in Zoisi pozneje pa tudi Ruardi. Leta 1873 so s skupnimi močmi odkupili železarne v Tržiču, dejavnost pa so čez eno leto razširili še na področje Hrvaške.
S tem so se prvič združile vse fužine na Gorenjskem pod skupnim upravnim in tehničnim vodstvom. Upravni sedež KID-a je bil v Ljubljani, gospodarski pa na Jesenicah. Prvi predsednik družbe je bil Michelangelo Zois, tehnični ravnatelj pa Karl Luckmann. Največji uspeh v tem obdobju je bilo odkritje postopka za pridobivanje feromangana v javorniškem plavžu. Za postopek so prejeli na svetovni razstavi na Dunaju leta 1873 zlato kolajno in praktično čez noč postali središče svetovnega zanimanja. Železarna je s tem postala pionir in tehnični izumitelj v zgodovini železarstva.
Potem ko je Kranjska industrijska družba v Trstu zgradila nove plavže, ki so proizvajali boljši in cenejši grodelj, so zastarele savske in javorniške plavže leta 1897 in 1904 ugasnili ter uvedli predelovalne obrate ter Siemens-Martinove peči.
Kljub uspehom KID na tehnološkem področju pa je bilo prisotno nezadovoljstvo delavcev, saj je bil njihov položaj dokaj slab. Delali so tudi po deset ur na dan, ne glede na spol. Otroci in ženske so za enako delo kot moški prejemali le polovičen zaslužek.

### Železnica
Leta 1870 so skozi Jesenice speljali železniško progo Ljubljana–Trbiž, mesto pa je dobilo svoj prvi kolodvor. Skozi kraj je tekla tudi proga do Beljaka, ki je potekala čez karavanški železniški predor. Veliko število Jeseničanov je pri polaganju tirov in gradnji karavanškega predora izgubilo življenje. Poleg te proge so skozi Jesenice speljali tudi karavanško-bohinjsko progo, ki jo je leta 1906 odprl avstrijski prestolonaslednik Franc Ferdinand. Železniške proge so mestu prinesla dotok prebivalstva in tudi širitev železarstva

### Prebivalstvo, kultura in politika ob koncu 19. in v začetku 20. stoletja
Na Jesenicah so konec 19. stoletja začeli rasti najmodernejši železarski objekti, ki so trg spreminjali v mesto tudi s pritokom novega prebivalstva. Največ delavcev je prišlo iz Bohinja, Selške doline, okolice Kamnika, Koroške, zgornje Štajerske, nekateri pa celo iz Porurja, Porenja, Westfalije, gornje Šlezije, Poljske in Češke. Imigranti so začeli graditi hiše v bližini tovarne, nastajala pa so tudi prva delavska naselja, kot je Nova vas, ki so povzročila tudi odpiranje gostiln, trgovin in obrtnih lokalov. S tem dotokom prebivalstva se je pričelo bolj živahno kulturno delovanje, saj so prebivalci ustanavljali razna društva, kot je prvo bralno in pevsko društvo (ustanovljeno leta 1885), s podporo tedanjega župana Antona Trevna.
Delavci so ustanovili kulturno-prosvetno društvo in sicer Katoliško delavsko društvo , ki je imelo sedež v gostilni 'Pri Markotu'. To društvo se je pozneje preselilo v lasten Katoliški delavski dom na Savi. Jeseničani so ustanovili tudi klub pipčarjev, in sicer leta 1905, leto kasneje pa Gledališko društvo, za katerega je imel največ zaslug hranilniški uradnik Jakob Špicar. Poleg tega so praznovali tudi razne praznike ter prirejali sejme, ki so bili dodatna popestritev. Prav tako sta bila na Jesenicah, okoli leta 1870, odprta dva živalska vrtova z divjadjo pa tudi opicami. Pozneje so oba ukinili ter živali prodali v Ljubljano in na Dunaj.
V prvem desetletju 20. stoletja so se izoblikovale tri lokalne organizacije klerikalne, liberalne in socialdemokratske politične stranke, ki so organizirale svoja kulturna in telovadna društva. Tako sta bili leta 1904 in 1906 ustanovljeni telovadni društvi Sokol in Orel.

## Kulturne znamenitosti Jesenic
- Kosova graščina
- Delavsko stanovanje
- Stara Sava